# Juan Errazquin
Juan Errazquin Tomás (Córdoba, 22 giugno 1906 – Irun, 13 gennaio 1931) è stato un calciatore argentino naturalizzato spagnolo, di ruolo attaccante.
Malato di tubercolosi, lasciò il calcio nel 1928 per poi morire nel 1931, a soli 24 anni di età.

## Carriera

### Club
Esordì nella squadra B del Real Unión, con cui giocò tutta la carriera, nel 1921, all'età di 15 anni. Debuttò in prima squadra all'età di 17 anni e vinse altresì la Coppa del Re nel 1924.

### Nazionale
Debuttò in Nazionale il 1º giugno 1925 in una partita amichevole contro la Svizzera, vinta per 3-0, segnando tutti e tre i gol. A 18 anni e 344 giorni divenne il marcatore più giovane delle Furie Rosse e rimase come tale per più di 95 anni, finché il suo record venne battuto il 6 settembre 2020, da Ansu Fati, che segnò a 17 anni e 311 giorni contro l'Ucraina in una partita di Nations League. Giocò poi altre cinque partite, mettendo a segno altre tre marcature contro l'Italia e contro l'Ungheria (doppietta), prima di lasciare definitivamente il mondo del calcio.